# 용동역
 용동역(Yongdong station, 龍東驛)은 전북특별자치도 익산시 용동면 대조리에 위치한 호남선의 철도역이다. 그러나 지금은 역의 입구를 막아서 역내, 플랫폼으로 진입할 수 없다.

## 역사
- 1953년 11월 15일 : 용안역(龍安驛)이라는 이름의 무배치간이역으로 영업 개시[1]
- 1955년 8월 11일 : 배치간이역으로 승격 및 화물 취급 개시[2]
- 1960년 6월 20일 : 역사 신축 착공
- 1970년 5월 1일 : 화물 취급 중지
- 1970년 9월 1일 : 역사 신축 준공 및 보통역 승격[3]
- 1976년 7월 10일 : 화물 취급 중지[4]
- 1987년 4월 1일 : 용동역으로 역명 변경[5]
- 1990년 1월 1일 : 소화물 취급 중지[6]
- 1997년 6월 1일 : 배치간이역으로 격하[7]
- 2004년 12월 10일 : 무배치간이역으로 격하[8]
- 2005년 8월 1일 : 역무원 철수
- 2006년 11월 1일 : 여객 취급 중지